# Industriebahn Wurzen
| Streckenlänge: | 3,46 + 0,77 km             |                      |                      |
| Stromsystem: | 550 Volt =                 |                      |                      |
| Streckengeschwindigkeit: | beladen 6 km/h leer 8 km/h |                      |                      |
| |                            |                      |                      |
| \| \| 0,00 \| Wagenhalle \| Wagenhalle \| \| \| \| Güterbahnhof \| \| \| \| \| Straße "Crostigall" \| \| \| \| (0,77) \| König-Albert-Schacht \| König-Albert-Schacht \| \| \| 3,46 \| Krietschmühle \| Krietschmühle \| |                            |                      |                      |
| U-Bahn-Betriebs-/Güterbahnhof Streckenanfang (Strecke außer Betrieb) | 0,00                       | Wagenhalle           | Wagenhalle           |
| U-Bahn-Dienststation / Betriebs- oder Güterbahnhof (Strecke außer Betrieb) |                            | Güterbahnhof         | Güterbahnhof         |
| U-Bahn-Strecke (außer Betrieb) |                            | Straße "Crostigall"  | Straße "Crostigall"  |
| U-Bahn-Abzweig geradeaus und nach links (Strecke außer Betrieb) · U-Bahn-Betriebs-/Güterbahnhof Streckenende und quer (Strecke außer Betrieb)                                                                            | (0,77)                     | König-Albert-Schacht | König-Albert-Schacht |
| U-Bahn-Betriebs-/Güterbahnhof Streckenende (Strecke außer Betrieb) | 3,46                       | Krietschmühle        | Krietschmühle        |

Die Industriebahn Wurzen war ein Oberleitungslastkraftwagen-Betrieb (damals noch Gleislose Bahn genannt) in der sächsischen Stadt Wurzen. Die 3,46 Kilometer lange Strecke wurde am 7. April 1905 eröffnet und ausschließlich im Güterverkehr betrieben. Betreibergesellschaft war die gleichnamige Industriebahn Wurzen GmbH. Am 23. Oktober 1928 wurde der Betrieb der Industriebahn Wurzen wieder eingestellt.

## Verlauf
Die Strecke verband den Wurzener Güterbahnhof an der Bahnstrecke Leipzig–Dresden mit der Krietschmühle am westlichen Ortsrand. Weiterhin bestand bis 1914 auch eine 0,77 Kilometer lange Zweigstrecke zum König-Albert-Schacht. Die gesamte Netzlänge betrug somit 4,23 Kilometer.

## Geschichte
Erbaut und betrieben wurde die Bahn nach dem sogenannten System Schiemann, entwickelt von der Gesellschaft für gleislose Bahnen Max Schiemann & Co., die ihren Firmensitz ebenfalls in Wurzen hatte. Die Oberleitungsanlagen der Industriebahn stammten dabei teilweise von der Bielatalbahn, die gleichartige Strecke war bereits im September 1904 stillgelegt worden. Immer wieder diente die Wurzener Anlage außerdem dem Obus-Pionier Schiemann als Teststrecke für Fahrzeuge anderer Betriebe und für die Weiterentwicklung seines Systems.

## Fahrzeuge
In Wurzen standen folgende Fahrzeuge zur Verfügung:
- zwei elektrische Zugmaschinen mit je zwei Elektromotoren (mit jeweils 25 PS Leistung)
- sechs Anhängewagen für den Kohletransport
- 27 Anhängewagen für den Mehltransport

Die Wagen verfügten dabei anfangs über Holzspeichenräder mit Eisenbereifung, später wurden diese durch Vollgummireifen ersetzt.

## Galerie

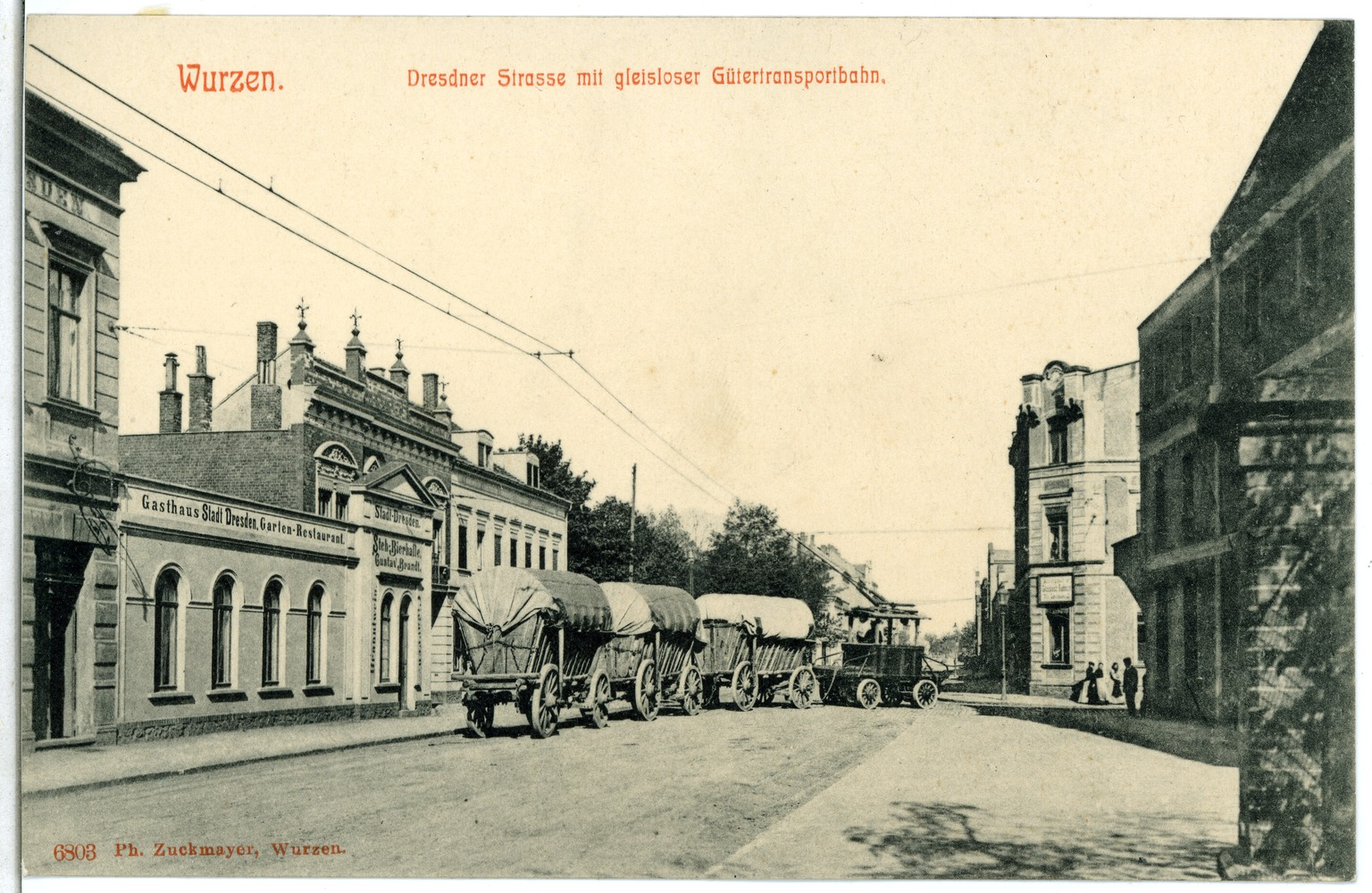
Industriebahn Wurzen in der Dresdner Straße (1905)
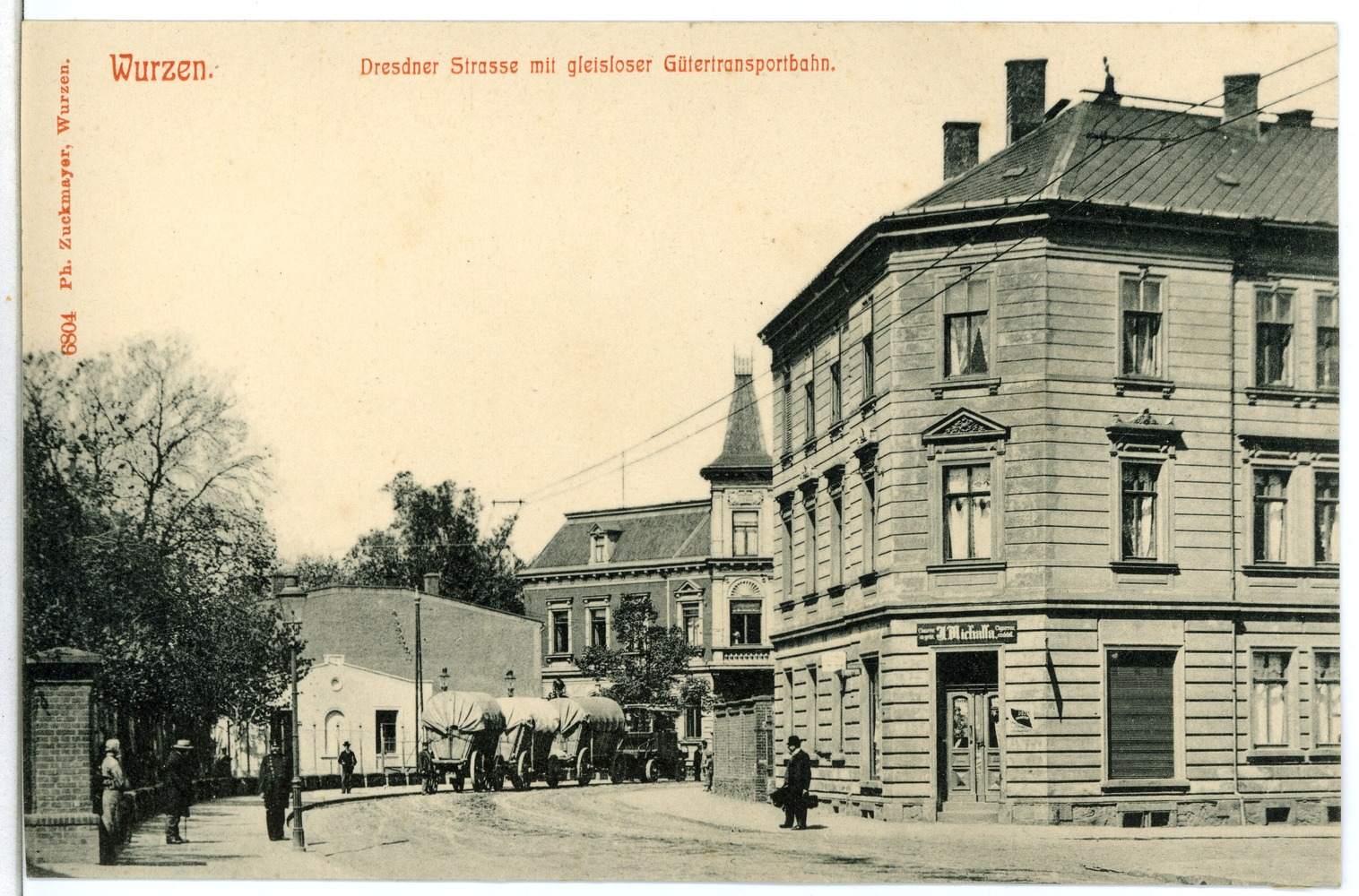
Industriebahn Wurzen in der Dresdner Straße (1905)
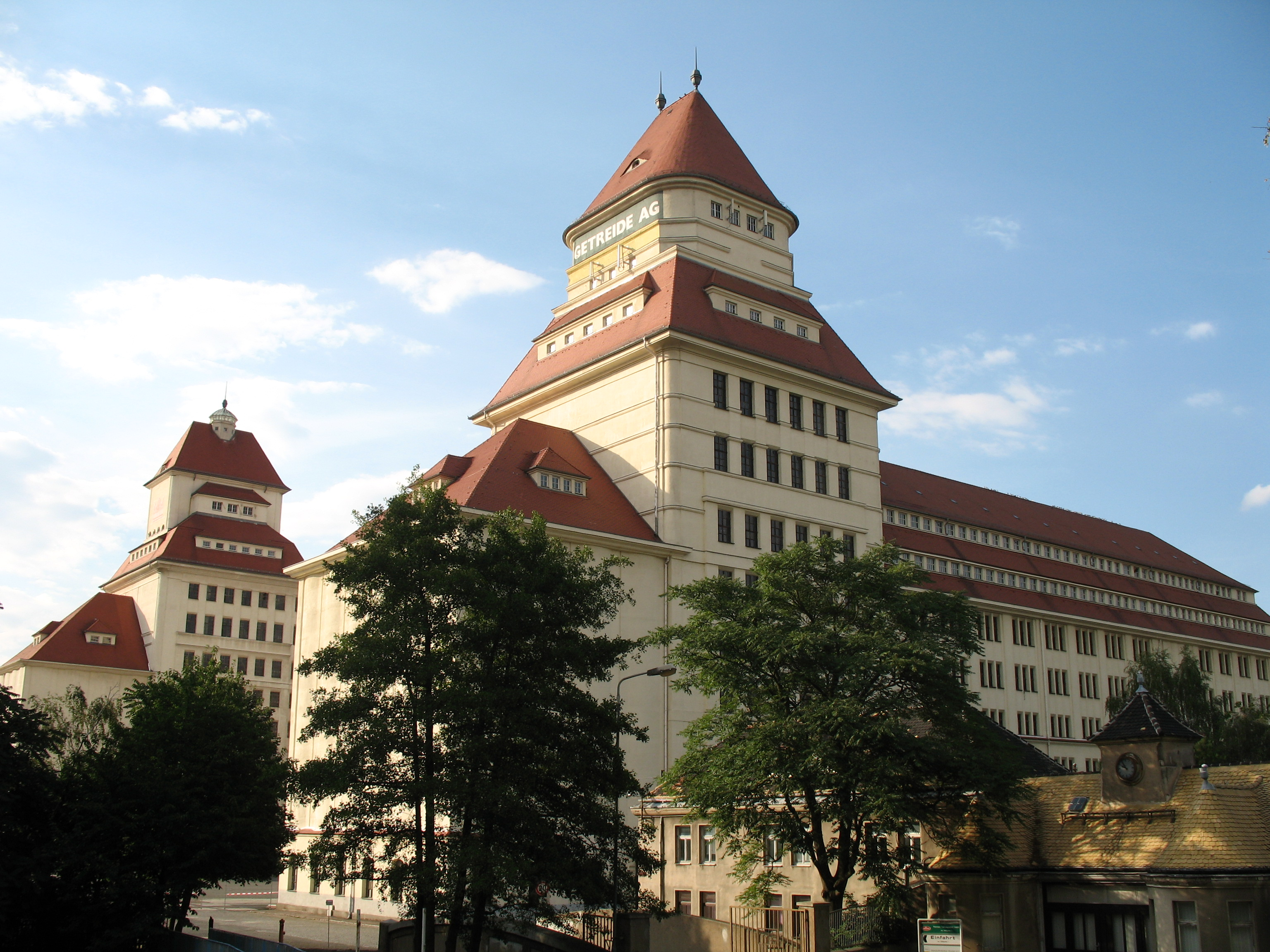
Die Krietschmühle, einstiger Endpunkt der Industriebahn